# 沢田マンション
沢田マンション（さわだマンション）は、高知県高知市薊野北町一丁目に所在する集合住宅である。鉄筋コンクリート建築を専門職として手掛けたことのない夫婦が（のちにはその子供も加わって）建築した。鉄骨鉄筋コンクリート構造、敷地550坪、地下1階地上5階建て（一部6階）、入居戸数約70世帯、約100人居住。
増築に増築を重ねた外観から、軍艦島と並んで「日本の九龍城」とも呼ばれ、建築物探訪の名所のひとつとして知られる。通称「沢マン」（さわマン）、「軍艦島マンション」。

## 概説

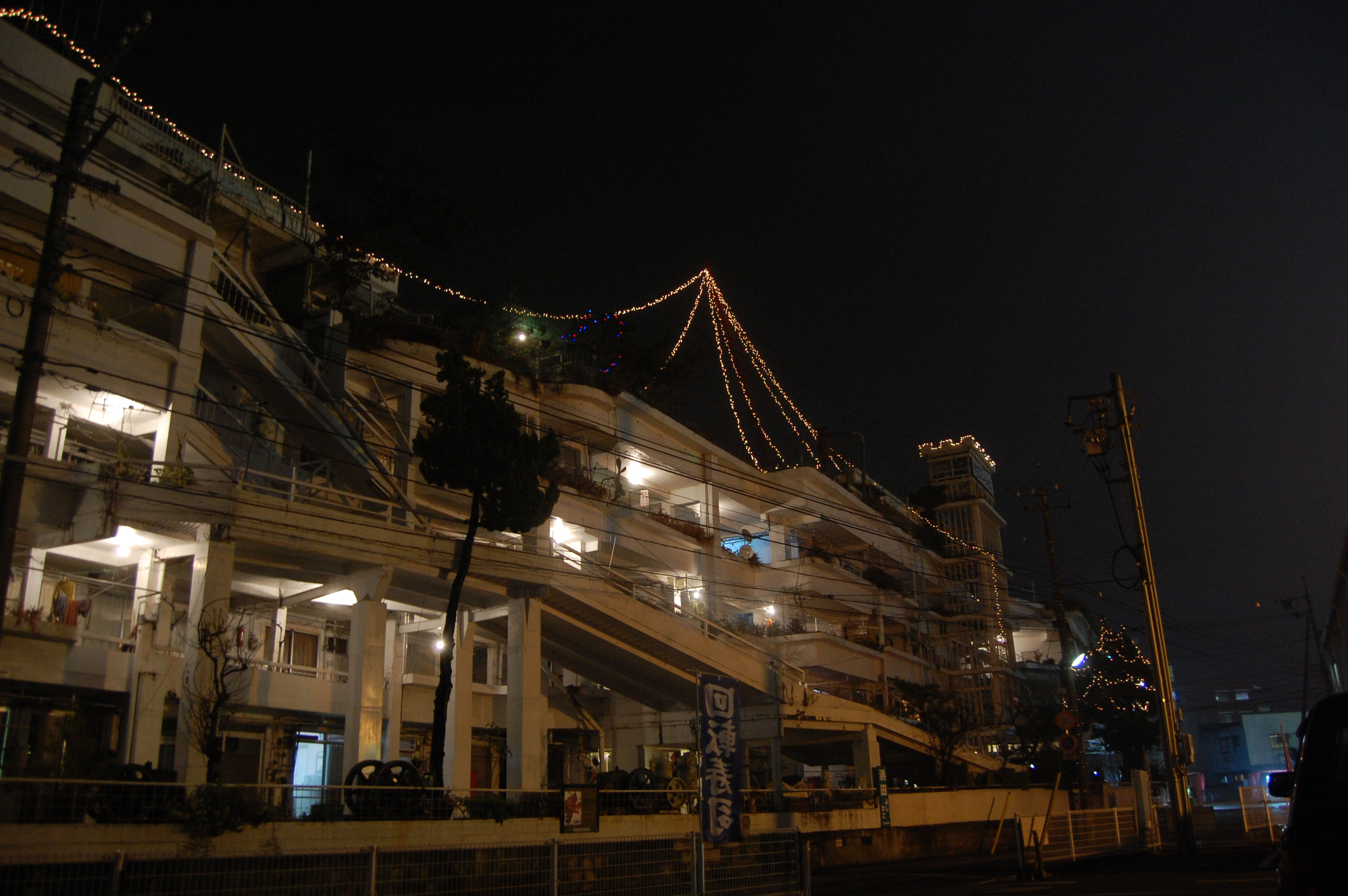
沢田マンションの夜景（南側より） - 2007年12月11日撮影

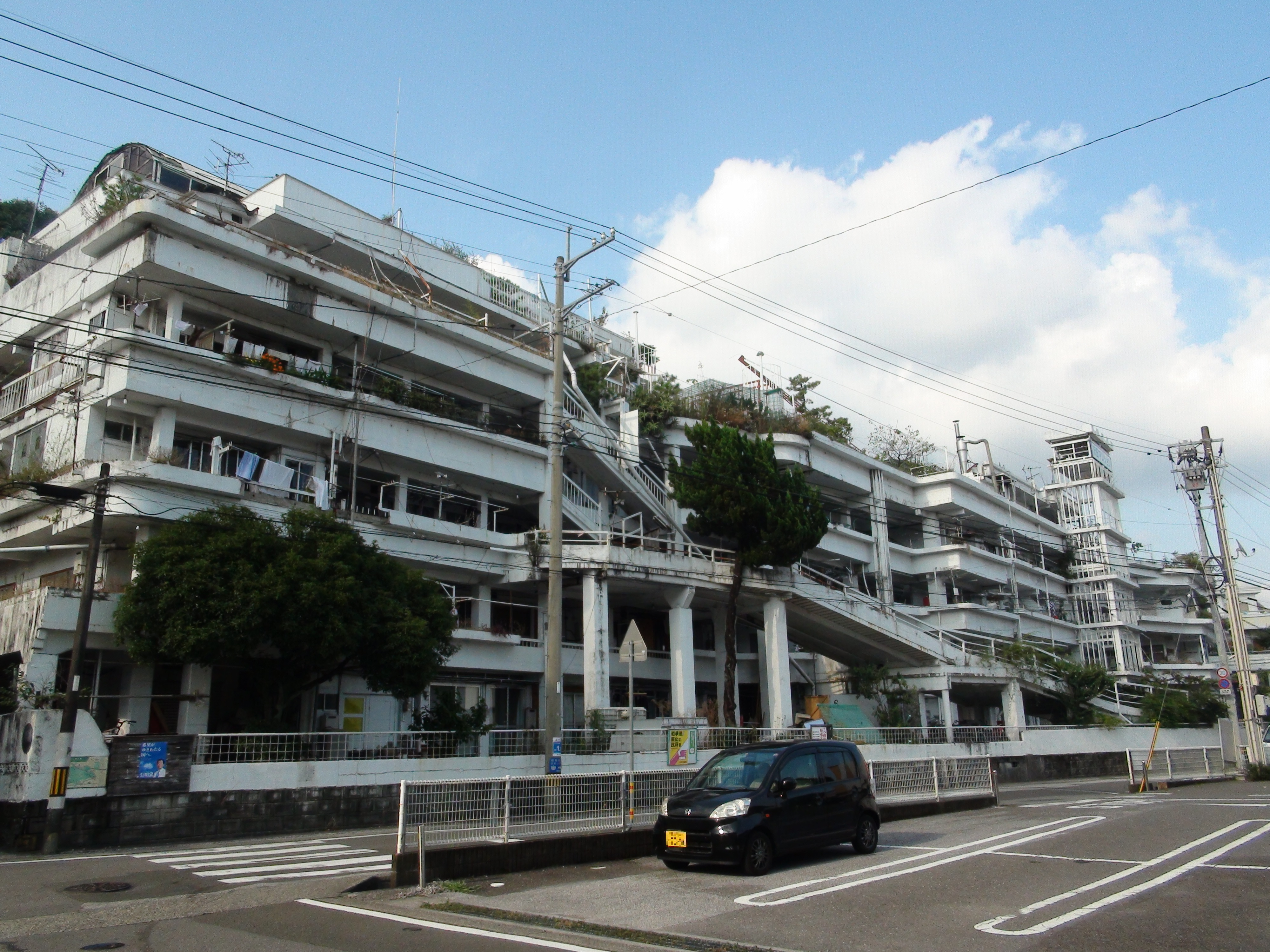
南西側より。2016年8月12日撮影

沢田嘉農（さわだ かのう、1927年8月11日 - 2003年3月16日）は、高知県幡多郡七郷村（現・黒潮町）加持川字日の川出身。蕨岡尋常小学校5年の時、月刊誌『家の光』で見たハイカラな「アパート」の様子に憧れ、集合住宅の建築・経営を一生の仕事にしたいと思い定める。尋常小学校卒業後、祖父の援助を受け、土佐の山中で移動しながらの製材業を始める。戦時中は1年間の兵役を経験。27歳で高知県中村市（現在の四万十市）に移り、地元の製材所で働く。大工・棟梁の弟子入りや修業経験も無いまま、自ら現場を手掛け土建屋として建て売り住宅の販売・分譲を開始。その後はアパート経営に乗り出す。この間32歳にして、当時13歳の中学生浦田裕江（ひろえ）と実質的な結婚生活に入る。そもそも浦田家は嘉農の経営するアパートの店子だったが、裕江の父の入院により家計が困窮したため家賃を払えなくなり、裕江の母が子供たちを連れて実家に戻ってしまい、裕江ひとりだけがアパートに残された。当時、嘉農は未成年誘拐の疑いをかけられ、警察の訪問を受けたこともあるが、裕江が親元に帰ることを頑強に拒んだため、1959年4月10日に結婚することとなったという（ただし、当時の民法731条により男性は18歳・女性は16歳にならないと法的な結婚は出来なかった為、当初の時点では事実婚である）。
1971年、沢田嘉農が44歳の時、高知市薊野（あぞうの）に土地550坪を買い、沢田マンションの建設に着手。素人であったことから、建築確認は取らないまま着工するが、当時の役所の対応は「強度に文句は言わないが、手数料の用意が出来たら許可は取ってくれ」という程度の非常に大らかな時代だったという。
30トンブルドーザーと大型パワーショベルを借り、地下6メートル以上を掘り抜き約10日間で岩盤に到達。その上に柱を打った。作業は、敷地内の西から東へと建て増すかたちで進行。鉄筋を配置した後のコンクリート打ち込みには、小学生の娘まで動員し「届かない足でレッカー車を運転して」生コンクリートを運び、セメントの練り込みをしたという。「設計図はわしの頭の中にある」として、きちんとした図面もなく独自に工事をしていった。屋上には夫妻自作のクレーンや製材所が設けられた。
当初は「10階建て・戸数100戸」という壮大な構想だったが、現在は地上5階建て・戸数約60戸（一部6階建て）となっている。はじめの頃は母子家庭など社会的に困窮状況にある人々に対して入居が優先されていたが、近年は若者の入居が増加傾向にある。沢田嘉農の死去以降は、増築はせず改装や補強など現況維持にとどまり、今日に至る。
家賃は2万円程度から5万円程度。面積や日照条件、備品状況（クーラーの有無、改装の有無など）などを勘案した家賃設定となっている。部屋番号がバラバラなのは、建設当初入居者が決まった順に決定したものであり、今は宅配業者などの悩みの種となっている。また、一時期通常のマンションと同様に101、102といった形で付番されたが、住民に不評で元へ戻した経緯があり、現在当時の付番を残すのは202号室などの一部。時折部屋の番号の付け間違いや、正しい番号（入居順）に訂正されるなど部屋番号の混乱が深まることもある。
沢田マンションの歴史はまた、度重なる行政指導や工事中止命令などの軋轢の歴史でもあった。現在では住民で自主防災組織を結成し、年に1度の避難訓練を行うなどして、行政との関係も概ね良好である。
沢田マンションの形容として「違法建築」「違法建築スレスレ」などとよく言われる。建築基準法における集団規定、単体規制への適合は別途検討の余地があるが、建築確認申請が出ていないというのは建築基準法第6条（建築物の建築等に関する申請及び確認）の規定に違反しているため、建築基準法第9条（違反建築物に対する措置）における違反建築物に該当する。しかし、いわゆる一般的な違反建築物と同様に私有財産権の問題、入居者の居住権の問題などから、高知市都市建設部建築指導課の努力にもかかわらず、有効な指導が難しいのが現状である。

## 主な経過
- 1971年（昭和46年） 第1期工事（50坪）開始。
- 1972年（昭和47年） 基礎工事、水周り工事終了、1階部分6戸完工、入居開始。給水用として裕江が削岩機を用い、敷地内に井戸を掘り当てる。
- 1973年（昭和48年） 第1期工事終了、4階建て24戸。スーパーマーケット開店、以後5年間営業[15]。のちには、鮮魚店や焼肉店さらには露天風呂付共同浴場が設けられた時期もあった。
  - 引き続き、第2期工事（140坪）開始。5階に大家である沢田夫妻の自宅住居を建設。高知市内初といわれる地下駐車場が完成（高さ3メートル、広さ140坪、収容台数25台。のちに270坪まで拡張）。
- 1975年（昭和49年） マンションの断熱を考えて屋上を土で覆い、畑作を開始。のちに水田にも[16]。
- 1976年（昭和51年） 第2期工事終了。
- 1978年（昭和53年） 沢田嘉農、48人乗り大型バスを沢田マンション専用として購入。以後、嘉農自らの運転で住民が遊びに出かける際や、沢田家の家族旅行などに利用される。
- 1983年（昭和58年） 第3期工事（70坪）開始。
- 1985年（昭和60年） 第3期工事終了。建物として、おおむね現在の規模となる。
- 1989年（平成元年） スロープを設置。3階まで車が進入可能に。
- 1991年（平成3年） 作業用リフト完成。
- 1992年（平成4年）1月6日 5階沢田家が全焼する火事が発生。マンションに関わる初期資料の多くを焼失した。
- 1994年（平成6年） 道路から部屋を目隠しするため各階に、花壇を備えたテラスの整備を開始。

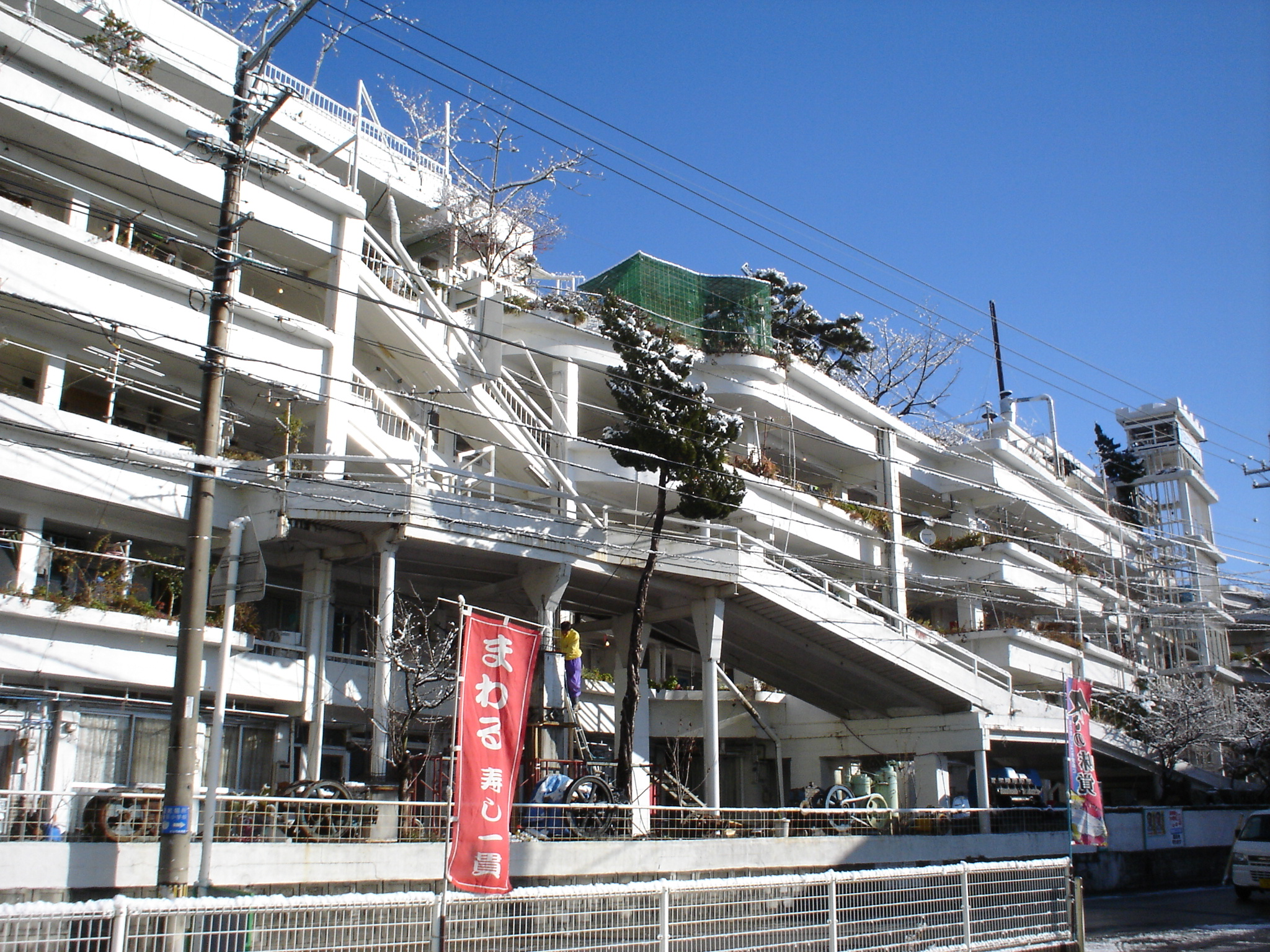
東西に伸びるテラスとスロープ。スロープ柱では耐震補強工事中 - 2005年2月1日撮影

- 1996年（平成8年） 現敷地に10階建て共同住宅の建築を計画し、有資格者の作成による建築確認申請書を提出、建築主事より確認済証の交付を受ける。なお、現状の建築物とは別件の手続きである。
- 1998年（平成10年） 4階に嘉農の孫のためプール設置を計画するも、釣りがしたいという孫の意向で池（25坪）に変更[17]。「沢田民宿」「沢田旅館」営業終了。
  - それまでの通常の入居に加えて、以後はウィークリーマンションのように、部屋の短期賃貸も行なう形式に。
- 1998年（平成10年）9月24日 高知豪雨により、高知市東部がほぼ2日間にわたり浸水。沢田マンション地下室も水没、油を近隣に流出させる事故が発生。
  - 周囲の水田では収穫直前の稲に油が付着するなどの被害も発生したが、その年の収穫物を嘉農が全て買い上げる形で解決を見る。
- 2001年（平成13年） 芝浦工業大学・東京理科大学合同チームで沢田マンションの調査が行なわれる。東京理科大学チームは翌年も調査を継続し、その成果は2002年度修士論文としてまとめられた。
- 2002年（平成14年）
  - 4月1日 沢田マンション公式Webページ『沢田マンションどっと混む』開設。
  - 6月 「第1回沢田マンション祭り」開催。5階屋上を中心に流しそうめんや飲み会などを行う。参加者数140名。
  - 8月 日本建築学会の学術講演会で沢田マンションに関する発表が行なわれる。
  - 9月 『沢田マンション物語』出版、高知県内でベストセラー。刊行当日、高知市建築指導課より建築行政指導が入るが無視、黙殺。この前後より20歳代 - 30歳代の住人が増加し、2004年頃には住民全体の3分の1にまで増加。
  - 10月30日より高知市のギャラリーgraffitiにて「嗚呼沢田マンション27号室の日常展」を開催。
  - 11月 上記展覧会の関連企画として「沢田マンション秋祭り - 月見の宴」を開催。山田太鼓や尺八などのライブの他、沢田夫妻提供による樽酒ふるまいなど。
    - マンション内のみどころを見てまわる「沢マンツアー」への参加者数はのべ130名を超えた。

  - 沢田家の住居である5階屋上にかまぼこ形のリビングを増築。おおむね現在の外観となる。
- 2003年（平成15年）
  - 3月16日 沢田嘉農、肝臓病で逝去。享年75。
  - 沢田嘉農の遺志は家族に継承され、夏以降に沖縄、広島、インドなどからの長期逗留客と住人の交流が重ねられる。
- 2005年（平成17年） 『高知遺産』にて沢田マンションを紹介。同書の関係者の3分の1が沢田マンション住人。同書に関連して8月には東京で「高知遺産いきなり東京展」を開催。期間中のイベントとして住人と嘉農による「沢マンナイト」を開催。
- 2006年（平成18年）
  - 1月 大阪で開催の「けんちくの手帖」イベントで「沢田マンション」がテーマになる。
  - 4月から3か月間 期間限定のカフェ「weekend cafe sumica」が営業。
  - 大家経営のアロマテラピールームが営業開始。
  - 11月18日 「SAWAMAN EXPO 2006 沢田マンション秋祭り」を開催（住人の企画・運営による）。
    - ジャンベのワークショップ・カフェ・雑貨・マッサージ・美容室など20近い出店がマンション内各フロアに展開。過去最大の300名前後の集客を記録した。
- 2007年（平成19年）
  - 地下発動機室を改造した多目的ホールが完成。
  - 10月20日 地下多目的ホールにて藤島晃一ライブを開催。
- 2008年（平成20年）
  - 2月24日 多目的ホールにてカレー大会を開催。
  - 6月16日 3階 room21に、handmade・雑貨・小物・アンティーク・着物 などの雑貨ショップ、roiroi-open market-がオープン。
  - 6月28日 地下多目的ホールにて良元優作×藤島晃一 沢マン LIVE開催。
  - イタリアンカフェChubby's Kitchenが1階にオープン。
  - 11月2日 「沢田マンション 豊年祭」を開催。約1300人の集客を記録。
- 2009年（平成21年）11月22日 自主ギャラリー沢田マンションギャラリーroom38が1階にオープン。
- 2011年（平成23年）8月28日 沢田マンション祭り「SAWA SONIC 2011」開催。
- 2012年（平成24年）8月18日 沢田マンション本祭り「BOOK STOCK　沢田マンション ブックの祭典」開催。
- 2013年（平成25年）8月31日 - 10月6日 芦屋市立美術博物館「マイホーム ユアホーム展」に沢田マンション出展。
- 2014年（平成26年）11月7日 - 9日 沢田マンションギャラリーroom38「3日間の奈良美智・ドローイングショウ」開催。2000人の集客を記録。
- 2014年（平成26年）11月9日  沢田マンション祭「沢田トロリンナーレ」開催。

## 所在地
- 高知市薊野北町一丁目10番3号

最寄り駅はJR土讃線薊野駅、路線バスではとさでん交通「サニーマートあぞの店前」下車すぐ。高知自動車道高知ICからも至近。

## 関連書籍など
- 『ちくま文庫ROADSIDE JAPAN 珍日本紀行 西日本編』都築響一・著 筑摩書房発行 2000年12月 ISBN 4-480-03592-3 （沢田マンションの収録は文庫版のみ）
- 『建築グルメマップ4 中国・四国を歩こう』 エクスナレッジ発行 2002年6月 ISBN 4-7678-0132-X
- 『沢田マンション物語』古庄弘枝・著 情報センター出版局発行 2002年8月 ISBN 4-7958-3852-6 のち講談社+α文庫
- 『「沢田マンション」のなりたちと生活空間 －セルフビルド集合住宅に関する考察－』加賀谷哲朗・著 東京理科大学大学院 理工学研究科建築学専攻 2002年度修士論文
- 『STUDIO VOICE 345号 アーティストたちの旅』 インファス発行 2004年8月
- 『事例で読む 現代集合住宅のデザイン』日本建築学会住宅小委員会・編 彰国社発行 2004年9月 ISBN 4-395-00723-6
- 『四国旅マガジンGaja 23号 現代建築を旅しよう』 エス・ピー・シー発行 2005年3月
- 『高知遺産』高知遺産プロジェクト編著 ART NPO TACO発行 2005年4月
- 『MEETING CARAVAN』N-mark編著 BookART1929発行 2005年10月 ISBN 4-902736-03-9
- 『美術手帖2006年8月号 アートの旅にでかけよう』美術出版社 2006年7月
- 朝日新聞 2006年8月23日付、および30日付 生活／住まい面 『わが家のミカタ 夏スペシャル』 「モーレツ 沢田マンション伝説」
- 『Lingkaran（リンカラン） vol.20（2006年10月号）』ソニー・マガジンズ 2006年10月
- 『LIFT』沢田マンション住民発行フリーペーパー 2006年11月
- 『沢田マンション超一級資料 世界最強のセルフビルド建築探訪』加賀谷哲朗・著 築地書館 2007年9月 ISBN 978-4-8067-1353-1
- 『住まい自分流 〜DIY入門〜』 NHK出版発行 2008年4月号より連載
- 『ワンダーJAPAN』三才ブックス 2008年9月
- 『BRUTUS 合本 居住空間学』収録「セルフビルドの伝説、高知県の沢田マンションに行ってきました」 マガジンハウス発行 2010年9月20日
- 『沢田マンションの冒険』加賀谷哲朗・著  筑摩書房 2015年1月7日 ISBN 978-4480432445

## ロケ作品

### テレビ
- ABCテレビ 『探偵!ナイトスクープ』 「高知の九龍城 軍艦島マンション」 探偵・桂小枝 1994年6月10日放送
- ABCテレビ 『探偵!ナイトスクープ』 「再び爆笑！軍艦マンション」 探偵・桂小枝 2000年7月7日放送
- ABCテレビ 『探偵!ナイトスクープ』 「追跡調査」 探偵・桂小枝 2007年12月14日放送
- MBSテレビ 『住人十色』 「究極のセルフビルド 夫婦2人で建てた 沢田マンション」 2010年2月20日放送
- TBSテレビ 『別冊アサ（秘）ジャーナル』 2012年10月28日放送

### 写真集
- 『週刊プレイボーイ 2005年9月6日号』岩佐真悠子・グラビア （栗山秀作・撮影）
- 里中あや写真集「初恋電車」（栗山秀作・撮影） ワニブックス 2005年11月 ISBN 4847028988
  - 同書付録のDVD冒頭は沢田マンションでの撮影風景などが収録されている
- 久住小春写真集「小春日記。」（2008年7月25日、ワニブックス） ISBN 978-4847041020

## 少人数自力建築の例

### 日本国内
- 「喫茶・大菩薩峠」- 島利喜太（しま りきた）
  - 徳島県阿南市福井町土井ヶ崎115-10
  - 1966年（昭和41年）頃建設着手、1971年（昭和46年）10月10日オープン。未完成。
  - 『とくしま建物再発見』 第17回 「喫茶・大菩薩峠」 ロマンとエネルギー凝縮 徳島新聞 2001年8月25日付
  - WARAU YODARE 笑うよだれ 2006.06.27 「大菩薩峠」
- 「かぐや姫 竹御殿」 - 長野清助
  - 27年の歳月をかけ、竹の金閣寺を独力で建造。
- 「蟻鱒鳶ル（アリマストンビル）」- 岡啓輔
  - 2005年11月末に東京都港区三田の敷地面積12坪（40平米）の土地にて着工。
  - 建築面積25平米、延べ床面積100平米

### 日本国外
このような独力での建築は、英語圏では一般に self build などとも呼ばれる。
- 「シュヴァルの理想宮」 - フェルディナン・シュヴァル
- 「ワッツ・タワー（英語版）」 - サイモン・ロディア
  - 鉱山や工事現場で現場労働者として働いた後に、ロサンゼルスの貧民地区に塔を建設。
  - Towers, The (1957)（ワッツ・タワーの記録フィルム）
- 「グランマ・プリスブリーのボトルヴィレッジ」 - トレッサ・プリスブリー (Tressa Prisbrey)
  - ロサンゼルス郊外に老人が瓶とセメントでつくった「ごみ屋敷」。
- 「フスト大聖堂（スペイン語版）」 - フスト・ガジェゴ（スペイン語版） (Justo Gallego)
  - ガジェゴが60年以上かけてれんがや木材の建築廃材を利用してマドリード郊外に建設していた。ガジェゴ死後も建設が続いている[18]。